# Kambazembi wa Kangombe

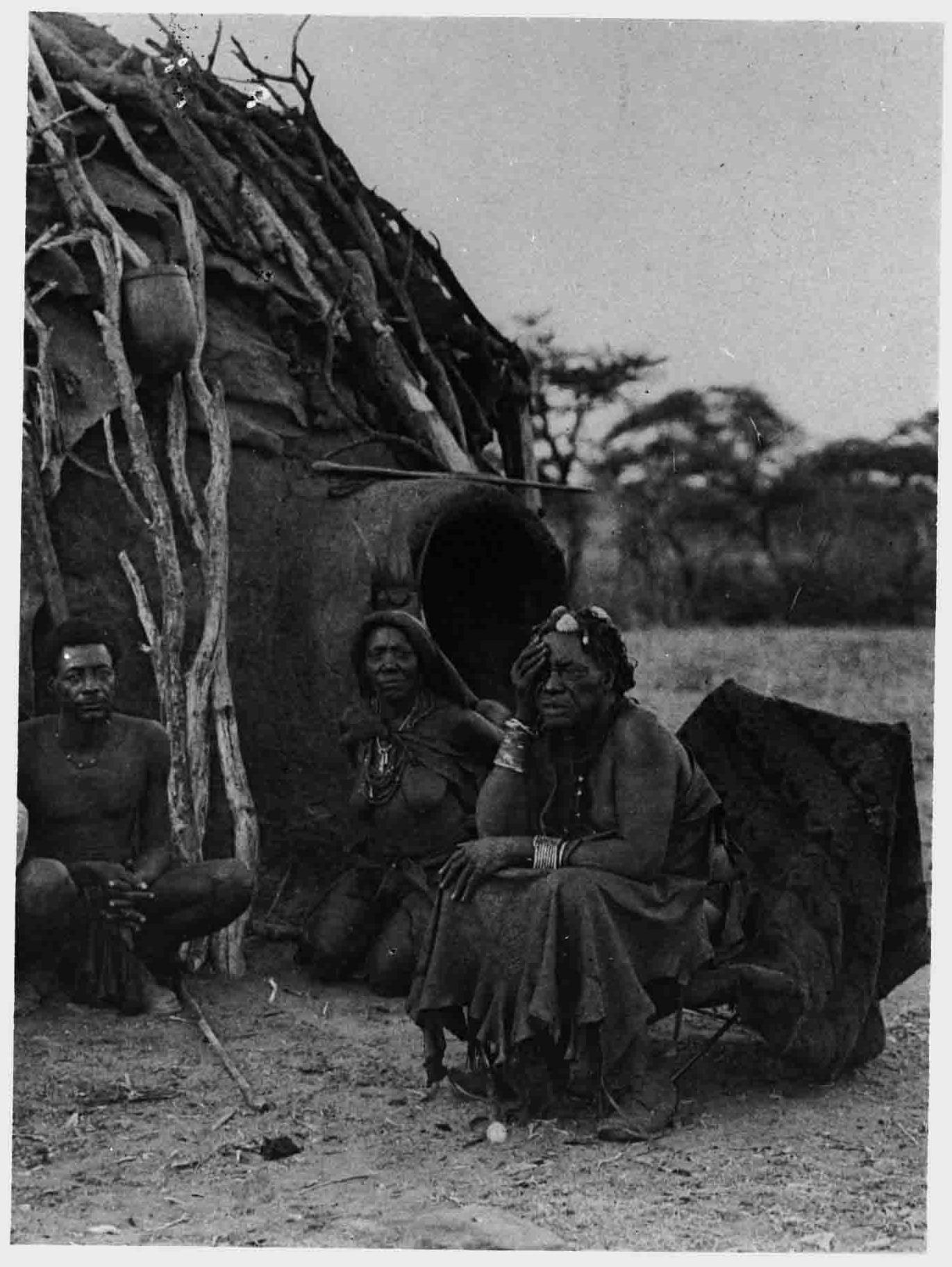
Kambazembi (1870er)

Kambazembi wa Kangombe (Otjiherero für Kambazembi, Sohn des Kangombe) (* 1843; † 21. August 1903), war von etwa 1860 bis 1903 ein Stammesführer der Herero am Waterberg im früheren Deutsch-Südwestafrika, dem heutigen Namibia.

## Leben
Laut Heinrich Vedder und Paul Rohrbach ist Kambazembi erst nach Tjamuahas Tod (1862) als junger Mann mit seinem Stamm aus dem Kaokoveld eingewandert. Das Stammesgebiet befand sich ab 1869 zwischen Okandjoze, dem mittleren Omuramba Uomatako und dem Waterberg. Ein anderer Teil des Stammes ließ sich bei Otjiwarongo nieder. Nach Hugo von François war Kambazembi der reichste der Herero-Fürsten. Der Missionar Johann Jakob Irle gab 1874 die Zahl der Stammesmitglieder unter Kambazembi mit möglicherweise 12.000 an. Diese lebten größtenteils in der nördlichen Omaheke, in ungefähr 60 Werften zu je etwa 200 Menschen.

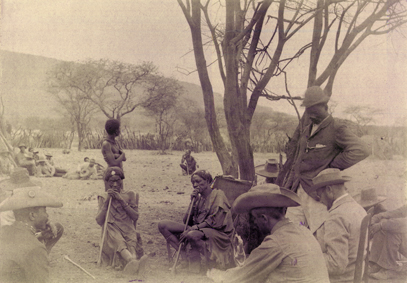
Kambazembi wa Kangombe (Mitte) und Friedrich von Lindequist (2. v. r.) um 1898

1873 genehmigte Kambazembi die Gründung der Rheinischen Missionsstation Otjozondjupa am Waterberg durch Heinrich Beiderbecke. 1891 erfolgte mit seiner Einwilligung die Errichtung einer Missionsstation in Otjiwarongo.
Als Maharero 1890 starb brachen Streitigkeiten zwischen Nikodemus Kavikunua und Samuel Maharero um dessen Thronfolge aus. Eigentlich hätte Kambazembi, aufgrund seines politischen Einflusses und seines Reichtums, die Nachfolge antreten müssen. Samuel Maharero wurde schließlich von der deutschen Kolonialverwaltung als Oberhäuptling aller Hereros anerkannt. Daraufhin verbündete Kavikunua sich mit Kahimemua Nguvauva, Manasse Tyiseseta von Omaruru, Kandji Tjetjo von Ovikokokero sowie Riarua, dem ehemaligen Berater von Maharero. 1894 versuchte Kambazembi erfolglos, Nikodemus Kavikunua und Riarua mit Samuel Maharero zu versöhnen.
Bereits Mitte der 1890er Jahre wurde die Politik des Kambazembi-Stammes mehr und mehr von Kambazembis Söhnen bestimmt. David Kaunjonjua lebte ab 1896 auf der Station Otjozondjupa, die erst 1899 den Namen Waterberg erhielt. Seine hohe Stellung verdankte er seiner Freundschaft zu Samuel Maharero auf dessen Veranlassung er zum Unterhäuptling ernannt wurde. Auch trat er ohne Wissen seines Vaters in dessen Namen 1895 das Otavi-Gebiet an die South West Africa Company ab. Das wurde ihm von seinem Vater nie verziehen.
Kambazembi war ein Gegner von Landverkäufen, führte bis zu seinem Tode die traditionelle, nomadisierende Lebensweise seiner Ahnen fort und weigerte sich europäische Kleidung zu tragen. Nach seinem Tode wurde das Stammesgebiet unter seine Söhne David Kaunjonjua und Salathiel aufgeteilt. David Kaunjonjua wurde Chief des Waterberg-Gebietes, Salatiel übernahm den Rest des Landes. Nach dem Herero-Aufstand 1904 ging Salatiel ins Exil nach Angola, David ging ins Exil nach Botswana.

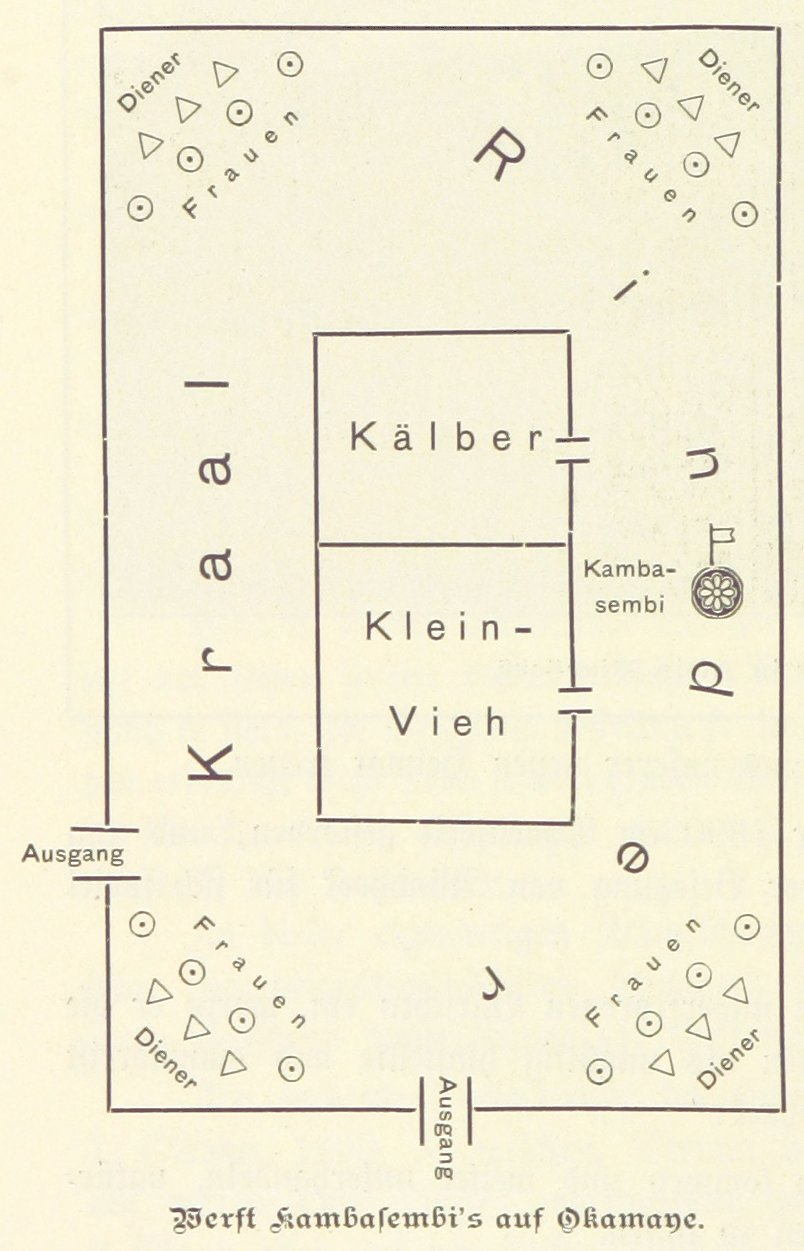
Werft Kambazembis auf Okamaye

## Familie
Kambazembi war ein Sohn des Kangombe, seine Mutter war die Schwester von Tjamuaha, dem Vater von Maharero, und eine Tochter des Tjirues. Kambazembi heiratete Ndomo, eine Schwester von Maharero. Alle Hereroführer waren miteinander eng verwandt. Anderen Quellen nach war er mit Kaava als Erstfrau verheiratet, mit der er die Söhne Kazetjinuvazere, Salatiel und Uanihe hatte. In zweiter Ehe war Kambazembi mit Katjikuva, verheiratet. Einziges gemeinsames Kind war der Sohn Kaperive. Seine dritte Frau Hivaka gebar im David der Ältere. Mit seiner vierten Frau Jakutira hatte er die Söhne Kamuheze und Katjendjinda.